# オゼルネ空軍基地
オゼルネ空軍基地（オゼルネくうぐんきち、ウクライナ語: Аеродром «Озерне»）は、ジトーミル州オゼルネに位置する、ウクライナ空軍の基地である。Su-27戦闘機を運用する第39戦術航空旅団が所在している。
2022年のロシアによるウクライナ侵攻中の3月7日、ロシア連邦軍の精密誘導兵器による攻撃を受け、基地は破壊された。

## 所在部隊
中部航空管区隷下
- 第39戦術航空旅団 - Su-27、L-39